# Jeleniowo
Jeleniowo (deutsch Jellinowen, 1938 bis 1945 Gellen (Ostpr.)) ist ein Dorf in der polnischen Woiwodschaft Ermland-Masuren. Es gehört zur Gmina Dźwierzuty (Landgemeinde Mensguth) im Powiat Szczycieński (Kreis Ortelsburg).

## Geographische Lage
Jeleniowo liegt in der südlichen Mitte der Woiwodschaft Ermland-Masuren, 18 Kilometer nordöstlich der Kreisstadt Szczytno (deutsch Ortelsburg).

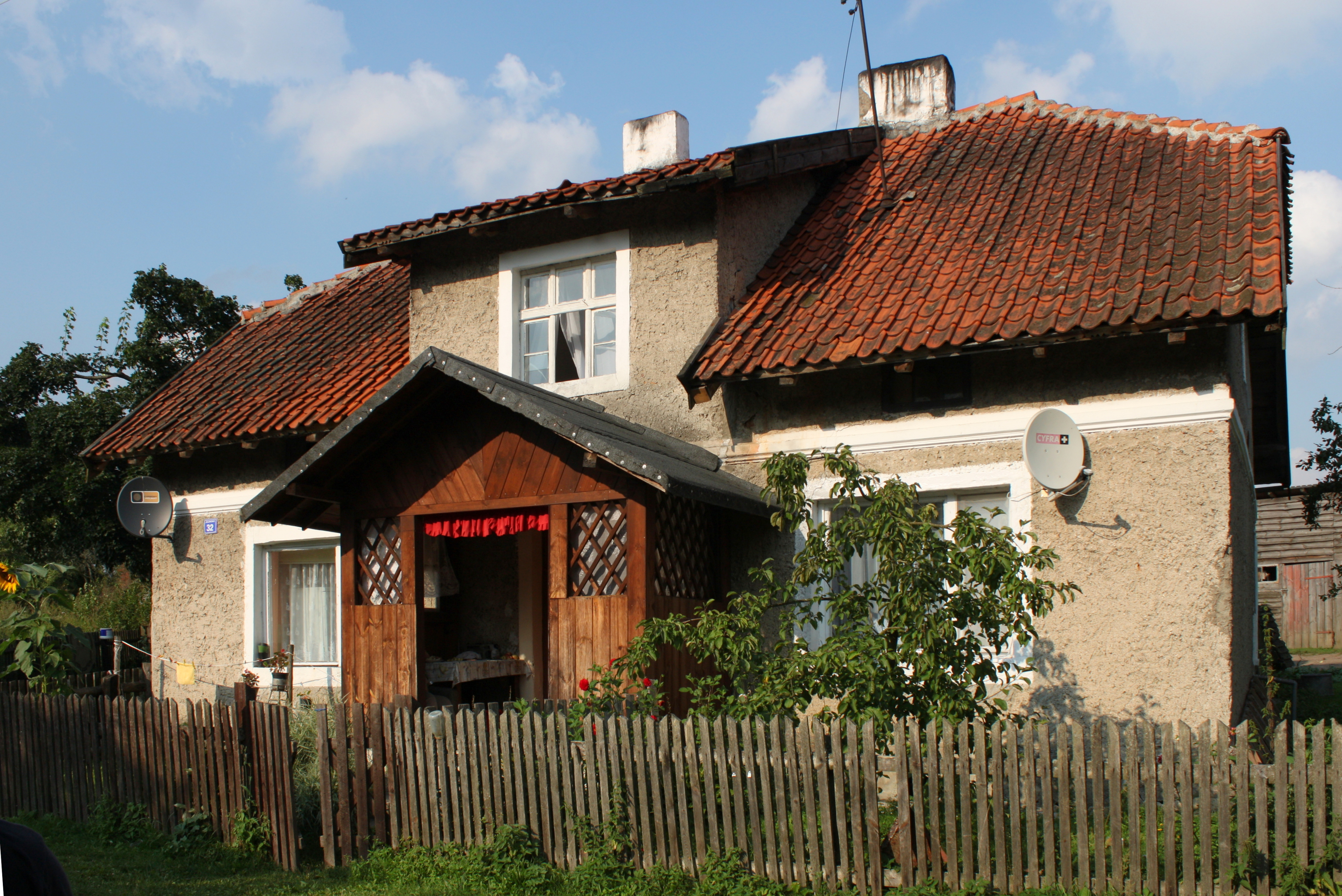
Wohngebäude in Jeleniowo

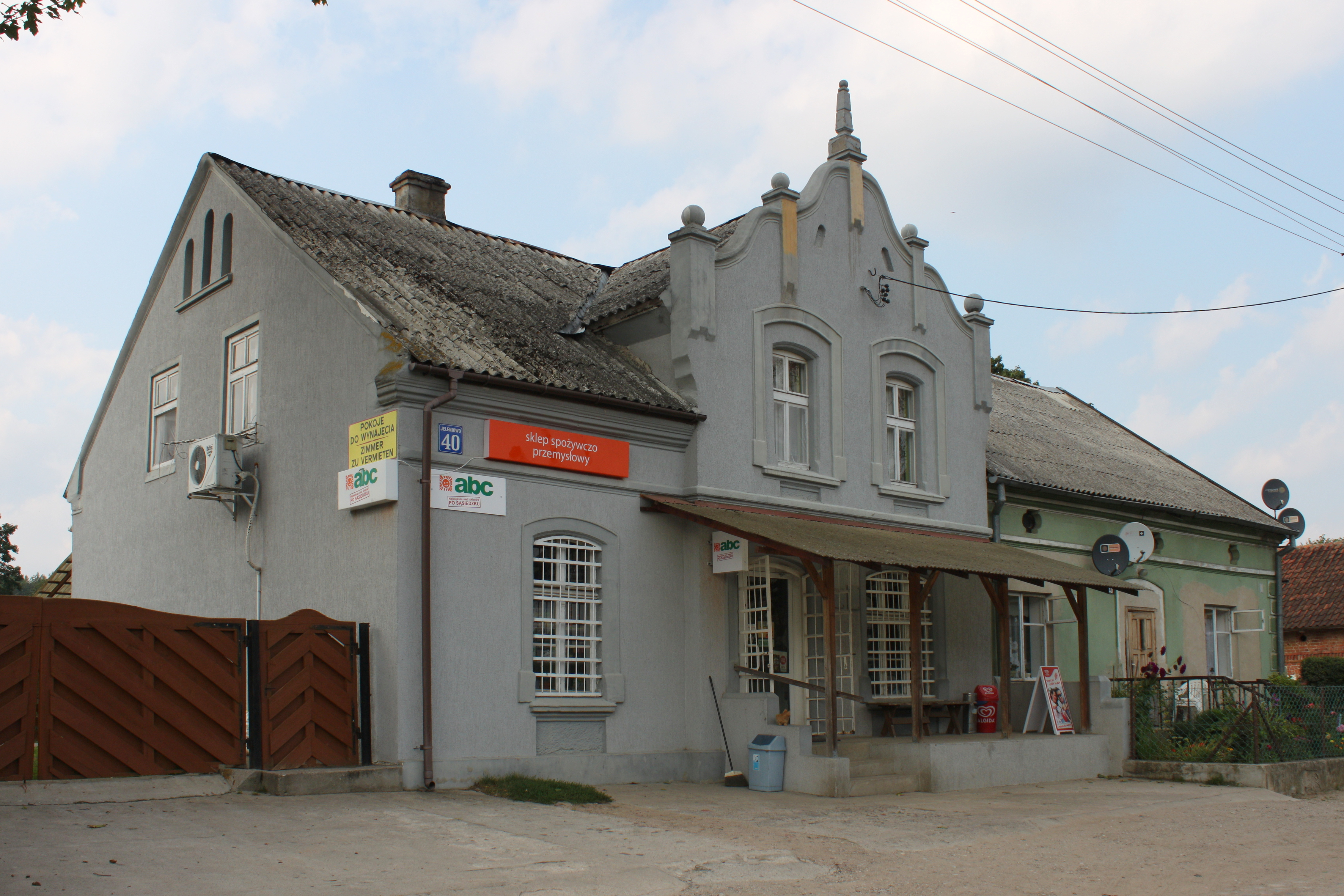
Ladengeschäft

## Geschichte
Die Gründung von Jellinowen erfolgte 1579 im Rahmen der Erschließung des östlich des Großen Babantsees (polnisch Jezioro Babięty Wielkie) gelegenen Geländes. Am 10. Februar 1579 erhielt der erste Dorfschulze Jakob Gelentzig sechs freie Hufen, außerdem bekamen acht Bauern diverse Ländereien nach Kulmer Recht. Die wirtschaftlichen Verhältnisse waren nicht einfach, erst im Zeitalter Friedrichs des Großen ließ sich ein wirtschaftlicher Aufstieg erkennen. 1781 wurden die Vermögensverhältnisse der Einwohner als „mittelmäßig“ bezeichnet.
Jellinowen wurde 1874 in den neu errichteten Amtsbezirk Salleschen (auch: Saleschen, polnisch Zalesie) eingegliedert. Er wurde 1938 in „Amtsbezirk Rheinswein“ umbenannt und gehörte bis 1945 zum ostpreußischen Kreis Ortelsburg.
1910 zählte Jellinowen 509 Einwohner, 1933 waren es noch 494. Aufgrund der Bestimmungen des Versailler Vertrags stimmte die Bevölkerung im Abstimmungsgebiet Allenstein, zu dem Jellinowen gehörte, am 11. Juli 1920 über die weitere staatliche Zugehörigkeit zu Ostpreußen (und damit zu Deutschland) oder den Anschluss an Polen ab. In Jellinowen stimmten 334 Einwohner für den Verbleib bei Ostpreußen, auf Polen entfielen keine Stimmen. Am 3. Juni – amtlich bestätigt am 16. Juli – 1938 wurde Jellinowen aus politisch-ideologischen Gründen der Abwehr fremdländisch klingender Ortsnamen in „Gellen (Ostpr.)“ umbenannt. Die Einwohnerzahl belief sich 1939 auf 453.
In den 1930er Jahren kam es erneut zu einer Aufwärtsentwicklung. 1935 war das Dorf elektrifiziert, und es gab zwei Gasthäuser, drei Kolonialwarenläden und Handwerksbetriebe, eine Schmiede, eine Stellmacherei, eine Tischlerei, eine Fleischerei, je einen Herren- und Damenschneider, einen Schuhmachermeister, einen Seidenraupenzüchter und einen Fischer.
Als 1945 in Kriegsfolge das gesamte südliche Ostpreußen an Polen überstellt wurde, war auch Gellen davon betroffen. Es erhielt die polnische Namensform „Jeleniowo“ und ist heute mit Sitz eines Schulzenamtes (polnisch Sołectwo) eine Ortschaft im Verbund der Landgemeinde Dźwierzuty (Mensguth) im Powiat Szczycieński (Kreis Ortelsburg), bis 1998 der Woiwodschaft Olsztyn, seither der Woiwodschaft Ermland-Masuren zugeordnet.

## Kirche

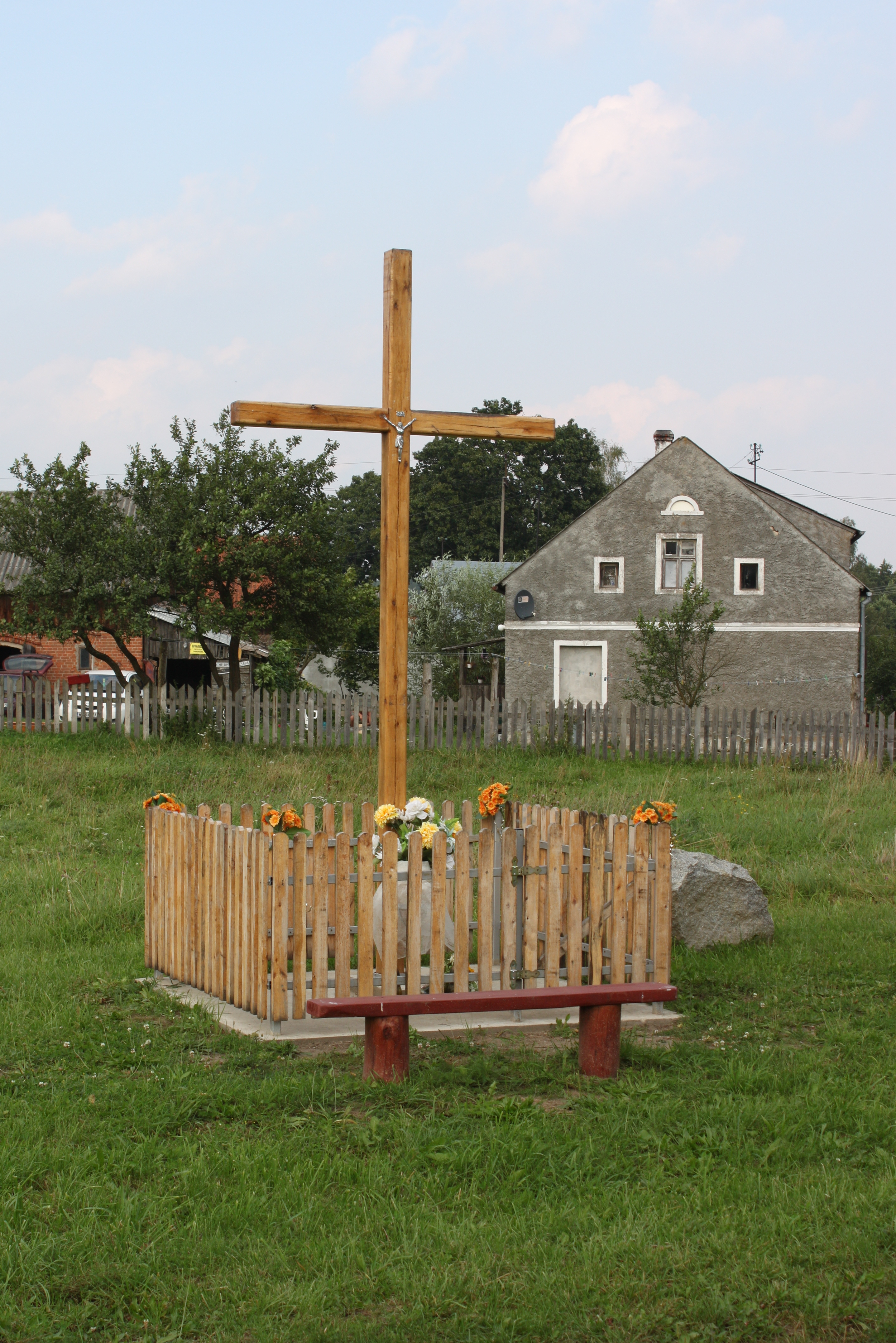
Wegkreuz in Jeleniowo

Bis 1945 war Jellinowen resp. Gellen in die evangelische Kirche Rheinswein in der Kirchenprovinz Ostpreußen der Kirche der Altpreußischen Union sowie in die katholische Kirche Mensguth im damaligen Bistum Ermland eingepfarrt.
Heute gehört Jeleniowo katholischerseits zur Pfarrei Targowo (Theerwisch) im jetzigen Erzbistum Ermland. Evangelischerseits ist Jeleniowo weiterhin zur Kirche Rańsk orientiert, die jetzt eine Filialkirche der Pfarrei Szczytno innerhalb der Diözese Masuren der Evangelisch-Augsburgischen Kirche in Polen ist.

## Schule
Die während der Regierung König Friedrich Wilhelms I. gegründete Schule in Jellinowen war anfangs in Privathäusern untergebracht. 1831 erhielt sie ihr eigenes Gebäude, das allerdings 1910 abbrannte, aber noch im gleichen Jahr neu errichtet wurde. Ab 1895 hatte die Schule zwei Klassen.

## Verkehr

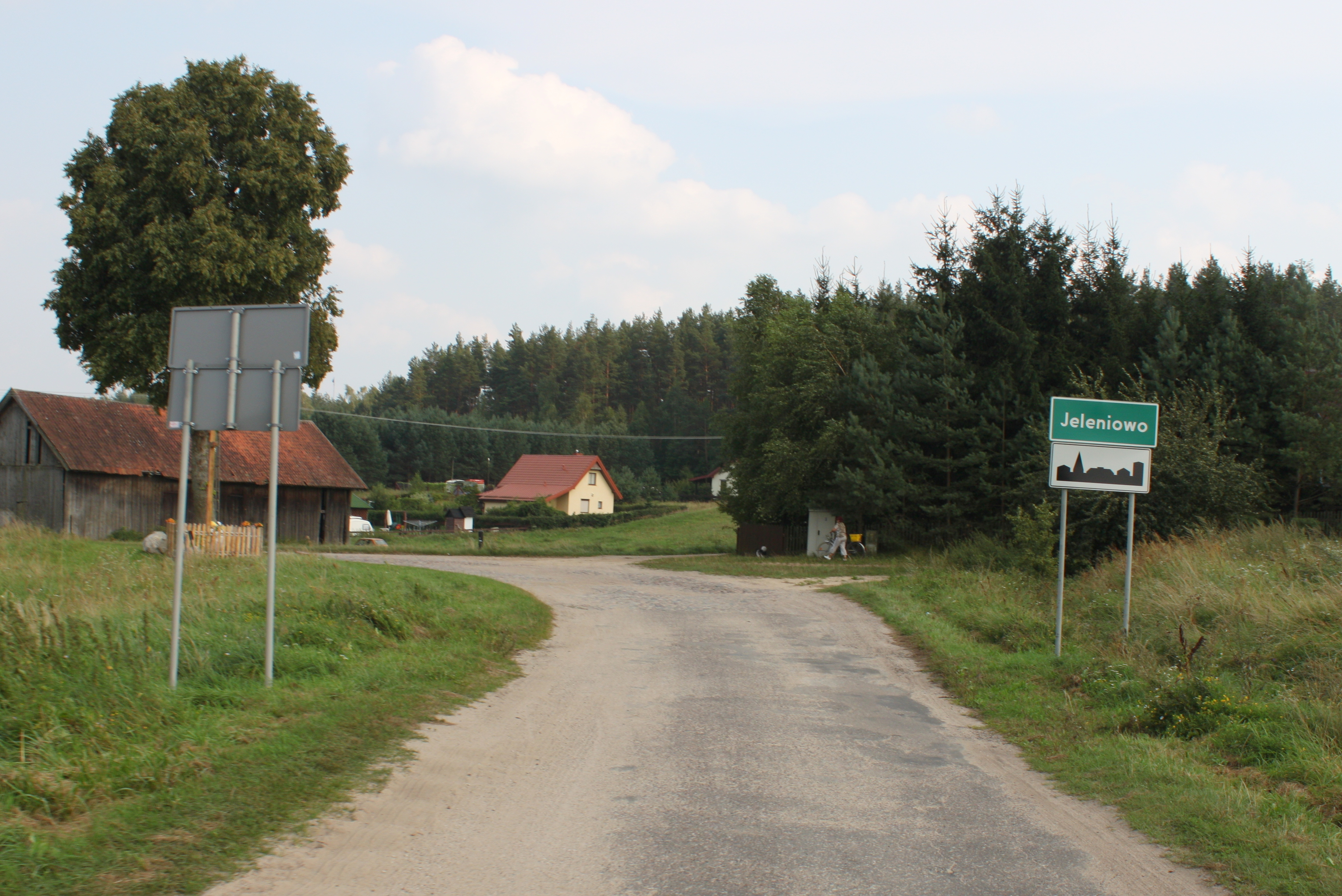
Ortseinfahrt Jeleniowo

Jeleniowo liegt an einer Nebenstraße, die bei Rańsk (Rheinswein) von der Woiwodschaftsstraße 600 abzweigt und über Rów (Rowmühle, 1938 bis 1945 Babantmühle) in den Ort führt. Eine Anbindung an den Bahnverkehr besteht nicht.